# Hans Mieskes
Hans (Johann) Mieskes (* 17. Februar 1915 in Zeiden, Siebenbürgen; † 20. Juli 2006 in Gießen) war ein deutscher Erziehungswissenschaftler.

## Leben
Hans Mieskes war der Sohn von Johann Mieskes (10. September 1887 – 1. Mai 1954) und dessen Ehefrau Katharina, geborene Barf (6. April 1890 – 20. Mai 1979). Nach dem Schulbesuch in Kronstadt und einer Ausbildung am evangelisch-theologischen Lehrerseminar in Hermannstadt begann er 1939 das Studium der Erziehungswissenschaft bei Peter Petersen, Psychologie und Theologie in Jena, das er 1941 mit der Promotion zum Dr. phil. beendete. Gleichzeitig schloss er sein theologisches Studium mit dem Staatsexamen ab. 1943 heiratete er Christiane Menzel (geboren am 1. März 1918). Der Ehe entstammen fünf Kinder. 1943 begann er seine wissenschaftliche Laufbahn als Assistent am Institut für Sozial- und Völkerpsychologie an der Karls-Universität in Prag. Nach kriegsbedingter Unterbrechung und Gefangenschaft kehrte er 1945 nach Jena zurück. Hier wurde er Assistent an der sozialpädagogischen, späteren pädagogischer Fakultät und war maßgeblich an der Wiedereröffnung der Erziehungswissenschaftlichen Forschungsschule Peter Petersens und ihrer Einrichtungen („Jena-Plan-Schule“) beteiligt, deren Leitung er später auch selbst, bis zum Verbot durch die DDR-Behörden, übernahm. Mit besonderer Hingabe widmete er sich dabei der Erziehungs- und Bildungsberatung. Mit der Schrift „Die Schulwirklichkeit, Aufbau, Gestalt und Funktion“ habilitierte er sich 1948 bei Peter Petersen zum Dr. phil. habil. und wurde Privatdozent für das Fach Erziehungswissenschaft. Das Buch gelangte jedoch nicht zur Veröffentlichung, da es kurz vor der Auslieferung, weil nicht auf der fortschrittlichen Linie der sozialistischen Schulpolitik liegend, eingestampft werden musste. In den Jahren 1948 bis 1956 wirkte er als Hochschullehrer in dem von ihm gegründeten und geleiteten „Institut für wissenschaftliche Erziehungsberatung und pädagogische Therapie“. Gleichzeitig wirkte er als Sprachtherapeut.
Nach dem Tod von Peter Petersen wurde er dessen Nachfolger als Professor mit vollem Lehrauftrag an der Friedrich-Schiller-Universität Jena und Direktor des Instituts für Theoretische Pädagogik. Hans Mieskes baute in Jena eine bedeutende Erziehungsberatungsstelle auf, floh 1956 in den Westen und schloss 1958 in München das Studium der Medizin ab. Wiederholte Vorlesungs- und Prüfungsverbote, Bespitzelungen, Verfolgungen und ein für August 1956 angekündigter politischer Prozess in Ost-Berlin veranlassten ihn zu dem Zeitpunkt, da die Ausgaben einer weiteren umfangreichen Studie: „Der Jugendliche in der Situation der Straffälligkeit, Untersuchung zum Problem Erziehung und Strafe“ kurz vor der Auslieferung beschlagnahmt und vernichtet wurde, die DDR zu verlassen.
Im Wintersemester 1957/58 und Sommersemester 1958 war er Lehrstuhlvertreter in Göttingen und von 1958 bis 1961 Direktor des Studienbüros für Jugendfragen in Bonn. 1961 erhielt er einen Ruf an die Justus-Liebig-Universität Gießen auf den Lehrstuhl für Pädagogik und baute das Erziehungswissenschaftliche Seminar sowie das Institut für Pädagogische Forschung auf. Hier wurde er 1981 emeritiert.
Bis 1968 war er gleichzeitig Direktor des ebenfalls von ihm neu aufgebauten Institut für Leibeserziehung der Universität. Zudem war er Mitinitiator des Studienfachs Haushalts- und Ernährungswissenschaft. Auch danach widmete er sich noch sehr intensiv seinen Forschungen, darunter auch den Schulen und kirchengeschichtlichen Fragen Siebenbürgens, sowie allgemeinen gesellschaftlichen Problemen. Mieskes war Vertreter einer selbständigen Erziehungswissenschaft. Seine Arbeit galt ebenso ihrem begrifflichen und disziplinären Systemen wie der empirischen Verifikation ihrer Theorie. Zahlreiche Buch- und Zeitschriftenveröffentlichungen widmeten sich diesen Aspekten. Mieskes bemühte sich ferner um die disziplinäre Entfaltung der Erziehungswissenschaft und um deren Kohärenzen. Er entwickelte mehrere neuere disziplinäre Ansätze, zum Beispiel die moderne Spielmittelforschung, die Geragogik (Altenpädagogik), die Lehre von den Pädagotropika (der pädagogischen Hilfsmittel), die Pädopathologie (Lehre von den pädagogisch relevanten Fehlentwicklungen). Auch führte er übernommene Anregungen seines Lehrers Petersen zu einem System der „pädagogischen Situation“, der pädagogischen Führung und der Schulwirklichkeit. Für die siebenbürgisch-sächsische Pädagogik verfasste er einschlägige Essays und eine Reihe von Monographien. Trotz aller politischen Wirren und historischen Umbrüchen sind über 400 wissenschaftliche Veröffentlichungen zu verzeichnen.
Mieskes war Mitbegründer der „Stephan-Ludwig-Roth-Gesellschaft“ für Pädagogik e.V. (RGP), deren Vorsitzender er bis 1988 war und deren wissenschaftliche Betreuung er 25 Jahre hindurch innehatte. Seine breitgefächerte und intensive wissenschaftliche Tätigkeit als Lehrer, Pädagoge, Praktiker und Erziehungswissenschaftler, Mediziner und Publizist hat ihn auch über die Grenzen Deutschlands hinaus bekannt gemacht und ihm zahlreiche Ehrungen und Auszeichnungen eingebracht: Im Mai 1974 erhielt er eine Ehrenurkunde für die Duldung eines jüdischen Kindes in der Jena-Plan-Schule während des Zweiten Weltkrieges. Am 13. Oktober 1978 wurde ihm der Kulturpreis der Arbeitsgemeinschaft Spielzeug der Bundesrepublik Deutschland für besondere wissenschaftliche Leistungen auf dem Gebiet der Spielmittelforschung verliehen. Aufsehen und Erfolg brachten ihm seine Schrift über „Kriegsspielzeug“ ein; am 27. Oktober 1979 erhielt er die Ehrennadel und am 22. Mai 1983 den siebenbürgisch-sächsischen Kulturpreis der Landsmannschaften der Siebenbürger Sachsen in Deutschland und Österreich und 1990 ernannte ihn die Stephan-Ludwig-Roth-Gesellschaft für Pädagogik e.V. ihrem Ehrenvorsitzenden. An seinem 60. und 70. Geburtstag wurde er mit Festschriften geehrt und an seinem 80. mit einem Sammelband einer Auslese aus seinen Büchern und Aufsätzen – „Gedanken und Ansichten“. Im November 2001 verlieh ihm der Bundespräsident den Bundesverdienstorden 1. Klasse.
Nach der Verleihung des Bundesverdienstkreuzes an Hans Mieskes im Jahr 2001 kam es – auf Grund seiner Tätigkeit als Assistent an der Reichsuniversität Prag 1943–1945 – innerhalb der Volksgruppe der Siebenbürger Sachsen in Deutschland, der er zeitlebens verbunden blieb, zu einer Kontroverse. Mieskes’ Chef an der Reichsuniversität Prag war der 1942 dorthin berufene, von der Reichsuniversität Posen kommende Professor für Sozial- und Völkerpsychologie (Co-Direktor für europäische Völkerkunde und Völkerpsychologie der Reinhard-Heydrich-Stiftung), Rudolf Hippius. Dessen Forschung stand im Dienst der Raum- und Siedlungspolitik der SS in den besetzten Ostgebieten. Die Rolle von Hans Mieskes dabei ist noch ungeklärt.
Die wissenschaftlichen Veröffentlichungen von Hans Mieskes haben zwei Schwerpunkte, die Pädagogik der DDR und die Pädagogik seines Lehrers Peter Petersen, die er u. a. in Richtung einer Pädagogik der Spiel-, Lern- und Bildungsmittel („Pädotropika“) ausweitete.

## Veröffentlichungen (Auswahl)
- Der Jugendliche in der Situation der Straffälligkeit. Untersuchung zum Problem Erziehung oder Strafe, Jena: Fischer 1956
- „Pädagogik des Fortschritts?“ – Das System der sowjetzonalen Pädagogik in Forschung, Lehre und Praxis – Juventa Verlag München 1960
- als Herausgeber: Jenaplan – Anruf und Antwort, Oberursel/T.: Finken-Verlag 1965
- Jenaplan und Schulwirklichkeit, Oberursel/T.: Finken-Verlag 1966
- mit H. Möller, A. Timm: Peter Petersen – Leben und Werk, 2. Aufl. Bonn: Dümmler 1966
- Die Pädagogik der DDR. 2 Bde. Oberursel/T.: Finken-Verlag 1971
- Das pädagogische Problem, Oberursel/T.: Finken-Verlag 1973
- mit Winfried Klinke: Schulpädagogische Aspekte des Spiels und der Spielmittel, Wien: Jugend und Volk 1979
- Das war´s 1961–1981 in Gießen. Neue Wege und Ansätze in der erziehungswissenschaft. in Gießener Universitätsblätter 26 (1993), S. 69–86 Volltext
- Hans Mieskes „Gedanken und Ansichten“ – Eine Auslese aus seinen Büchern – Hrsg. Erhard Wellmann, Hans Groß, Richard Mildt – Im Selbstverlag der Hrsg. 1995

| Personendaten    | Personendaten                       |
| ---------------- | ----------------------------------- |
| NAME             | Mieskes, Hans                       |
| ALTERNATIVNAMEN  | Mieskes, Hans Johann                |
| KURZBESCHREIBUNG | deutscher Erziehungswissenschaftler |
| GEBURTSDATUM     | 17. Februar 1915                    |
| GEBURTSORT       | Zeiden, Siebenbürgen                |
| STERBEDATUM      | 20. Juli 2006                       |
| STERBEORT        | Gießen                              |